# La Revanche des pâtissiers
Pour plus de détails, voir Fiche technique et Distribution.
La Revanche des pâtissiers est un documentaire français de Jean-Pierre Petit et Philippe Boé, diffusé sur les chaînes de France Télévisions en 2010 et 2012.

## Synopsis
De tout temps, la pâtisserie fut dans l'ombre de la gastronomie française, peu mise en valeur par la cuisine ni par les journalistes.
Au XXe siècle, en France, le chef pâtissier est pourtant mondialement reconnu, pour son art comme pour sa créativité. À travers les territoires de France comme sur les autres continents, ce documentaire présente la pâtisserie française comme la tendance du siècle, comme à travers l'histoire aux côtés de Antonin Carême ou Gaston Lenôtre.

## Fiche technique
- Réalisation : Jean-Pierre Petit
- Scénario : Philippe Boé
- Musique : Guillaume Cottet
- Montage : Guillaume Houssais
- Production : Martange Production
- Participation : France Télévisions
- Durée : 90 minutes

## Distribution
- Pierre Hermé
- Philippe Conticini
- Christophe Michalak
- Frédéric Bau
- Christophe Felder
- Kilien Stengel
- Camille Lesecq
- Christelle Brua
- Yves Thuriès
- Michel Guérard
- Nathalie Robert
- Denis Matray
- Franck Fresson
- Philippe Rigolot
- Jérome Chaucesse
- Jacques Génin
- Yannick Lefort
- Sébastien Bauer
- Christophe Adam
- Benoit Couvrand
- Jean-François Foucher
- Laurent Jeannin